# Cyperus tenuis
Cyperus tenuis är en halvgräsart som beskrevs av Olof Swartz. Cyperus tenuis ingår i släktet papyrusar, och familjen halvgräs. Inga underarter finns listade i Catalogue of Life.